# 稲葉景通
稲葉 景通（いなば かげみち）は、豊後国臼杵藩の第5代藩主。

## 略歴
寛文13年（1673年）、父の死去により跡を継ぐ。民政に尽力して善政を施し、城の整備や海岸整備、港町整備や新町の開発などを行なって藩の確立を期した。さらに人事制度においても、地方知行制を廃止して寺社奉行、小姓頭、勘定頭などを設置し、藩政の刷新を図った。元禄7年（1694年）閏5月20日、56歳で死去し、跡を弟の知通が継いだ。
臼杵藩中興の名君と言われている。

## 系譜
父母
- 稲葉信通（父）
- 光浄院 ー 織田信良の次女（母）

正室
- 長、通玄院 ー 有馬忠頼の娘

養子
- 稲葉知通 ー 実弟

本能寺の変は明智光秀が織田信長を襲撃し、自害に追い込んだことで著名であるが、景通はその両方を高祖父に持つ。